# Бертран Бонелло
Бертра́н Бонелло́ (фр. Bertrand Bonello, 11 вересня 1968, Ніцца) — французький кінорежисер, сценарист, кінопродюсер та композитор.

## Біографія
Бертран Бонелло народився 11 вересня 1968 року у Ніцці. Здобувши класичну музичну освіту, Бонелло грав у рок-групі, працював з Кароль Лор, Франсуазою Арді, Елліоттом Мерфі. Писав музику для короткометражних фільмів і рекламних роликів. З 1991 року живе між Парижем і Монреалем.. У 1996 році Бонелло зняв свій перший короткометражний фільм, а в 1998 році — перший повнометражний фільм («Щось органічне»).
Бонелло став відомим, коли у 2001 році поставив драму «Порнограф», що отримала приз ФІПРЕССІ на Каннському кінофестивалі. У 2003 році режисер зняв картину «Тірезія», що стала номінантом на «Золоту пальмову гілку» Каннського кінофестивалю.
Бонелло також володіє продюсерською компанією My New Picture, яка випускає всі його фільми, починаючи з «На війні» 2008 року.
Драма Бертрана Бонелло «Будинок терпимості» («Аполлоніда»), та, що розповідає про паризький публічний будинок, що доживає останні дні, стала номінантом на «Золоту пальмову гілку» Каннського кінофестивалю у 2011 році.
У 2014 році режисер представив на кінофестивалі у Каннах свою нову стрічку «Святий Лоран. Страсті великого кутюр'є». Хроніка десятирічного періоду з життя Іва Сен-Лорана, що одночасно віддає данину його генієві та проливає світло на темні сторони його натури. Картина завоювала премію «Пальмового пса» (Palm Dog) — (Особлива згадка) і стала номінантом «Золотої пальмової гілки».
Бертран Бонелло викладає в одній з найпрестижніших кіношкіл Франції — «La Fémis».

## Приватне життя
Бертран Бонелло одружений з кінооператоркою Жозі Дешайє, від шлюбу з якою у нього є донька Анна Мушетт (нар. 24 травня 2003).

## Фільмографія
| Рік  |  | Назва українською                      |  | Оригінальна назва                           |  | Примітки                                 |
| ---- |  | -------------------------------------- |  | ------------------------------------------- |  | ---------------------------------------- |
| 1998 |  | Щось органічне                         |  | Quelque chose d'organique                   |  | сценарист, режисер, композитор           |
| 2001 |  | Порнограф                              |  | Le pornographe                              |  | сценарист, режисер, композитор           |
| 2002 |  | Пригоди Джеймса і Девіда               |  | The Adventures of James and David           |  | короткий метр                            |
| 2003 |  | Тірезія                                |  | Tiresia                                     |  | сценарист, режисер                       |
| 2005 |  | Сінді: Моя лялька                      |  | Cindy: The Doll Is Mine                     |  | короткий метр                            |
| 2006 |  | Моя нова картина                       |  | My New Picture                              |  | короткий метр                            |
| 2008 |  | На війні                               |  | De la guerre                                |  | сценарист, режисер, продюсер, композитор |
| 2011 |  | Будинок терпимості                     |  | L'Apollonide (Souvenirs de la maison close) |  | сценарист, режисер, продюсер             |
| 2012 |  | Інгрід Кавен, музика і голос           |  | Ingrid Caven, musique et voix               |  | режисер, продюсер (документальний)       |
| 2014 |  | Святий Лоран. Страсті великого кутюр'є |  | Saint Laurent                               |  | сценарист, режисер, продюсер             |
| 2016 |  | Ноктюрама                              |  | Nocturama                                   |  | сценарист, режисер, композитор           |
| 2019 |  | Крихітка зомбі                         |  | Zombi Child                                 |  | режисер і сценарист                      |
| 2023 |  | Звір                                   |  | La Bête                                     |  | режисер і сценарист                      |

Актор
| Рік  |  | Назва українською                      |  | Оригінальна назва         |  | Роль                   |
| ---- |  | -------------------------------------- |  | ------------------------- |  | ---------------------- |
| 2004 |  | Міст мистецтв                          |  | Le Pont des Arts          |  |                        |

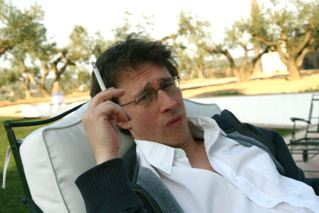
Б. Бонелло у 2009 році

| 2006 |  | Цього не повинно бути                  |  | On ne devrait pas exister |  | Бертран                |
| 2012 |  | Рука в руці                            |  | Main dans la main         |  |                        |
| 2014 |  | Святий Лоран. Страсті великого кутюр'є |  | Saint Laurent             |  | журналіст «Ліберасьон» |
| 2015 |  | Портрет артиста                        |  | Le dos rouge              |  | Бертран                |

## Визнання
У липні 2015 році Бертран Бонелло нагороджений французьким орденом Мистецтв та літератури (Кавалер).
| Нагороди та номінації | Нагороди та номінації           | Нагороди та номінації                  | Нагороди та номінації                  | Нагороди та номінації | Нагороди та номінації |
| Рік                   | Нагорода                        | Категорія                              | Номінант                               | Результат             |                       |
| --------------------- | ------------------------------- | -------------------------------------- | -------------------------------------- | --------------------- | --------------------- |
| 2001                  | Каннський кінофестиваль         | Приз ФІПРЕССІ                          | Порнограф                              | Перемога              |                       |
| 2001                  | Стокгольмський кінофестиваль    | Приз Бронзовий кінь                    | Порнограф                              | Номінація             |                       |
| 2003                  | Каннський кінофестиваль         | Золота пальмова гілка                  | Тірезія                                | Номінація             |                       |
| 2011                  | Каннський кінофестиваль         | Золота пальмова гілка                  | Будинок терпимості (Аполлоніда)        | Номінація             |                       |
| 2012                  | Премія «Люм'єр»                 | Найкращий фільм                        | Будинок терпимості (Аполлоніда)        | Номінація             |                       |
| 2012                  | Премія «Люм'єр»                 | Найкращий режисер                      | Будинок терпимості (Аполлоніда)        | Номінація             |                       |
| 2012                  | Премія «Люм'єр»                 | Найкращий сценарист                    | Будинок терпимості (Аполлоніда)        | Номінація             |                       |
| 2012                  | Премія «Сезар»                  | Найкраща оригінальна музика            | Будинок терпимості (Аполлоніда)        | Номінація             |                       |
| 2014                  | Каннський кінофестиваль         | Золота пальмова гілка                  | Святий Лоран. Страсті великого кутюр'є | Номінація             |                       |
| 2014                  | Каннський кінофестиваль         | Квір-пальмова гілка                    | Святий Лоран. Страсті великого кутюр'є | Номінація             |                       |
| 2014                  | Міжнародне товариство кіноманів | Найкращий режисер                      | Святий Лоран. Страсті великого кутюр'є | Перемога              |                       |
| 2014                  | Приз Луї Деллюка                | Найкращий фільм                        | Святий Лоран. Страсті великого кутюр'є | Номінація             |                       |
| 2015                  | Премія «Люм'єр»                 | Найкращий режисер                      | Святий Лоран. Страсті великого кутюр'є | Номінація             |                       |
| 2015                  | Премія «Люм'єр»                 | Найкращий сценарист (з Тома Бідеґеном) | Святий Лоран. Страсті великого кутюр'є | Номінація             |                       |
| 2015                  | Премія «Сезар»                  | Найкращий фільм                        | Святий Лоран. Страсті великого кутюр'є | Номінація             |                       |
| 2015                  | Премія «Сезар»                  | Найкращий режисер                      | Святий Лоран. Страсті великого кутюр'є | Номінація             |                       |
| 2016                  | Приз Луї Деллюка                | Найкращий фільм                        | Ноктюрама                              | Номінація             |                       |
| 2017                  | Премія «Люм'єр»                 | Найкращий фільм                        | Ноктюрама                              | Номінація             |                       |
| 2017                  | Премія «Люм'єр»                 | Найкращий режисер                      | Ноктюрама                              | Номінація             |                       |

## Громадська позиція
У 2018 підтримав звернення Асоціації режисерів Франції на підтримку ув'язненого у Росії українського режисера Олега Сенцова.